# Sant Onèsim
Sant Onèsim (grec antic: Ὀνήσιμος, Onéssimos, ‘útil’; Colosses, ? - Roma, c. 68 dC), també anomenat Onèsim de Bizanci i el Sant Apòstol Onèsim en algunes Esglésies ortodoxes orientals, era un esclau de Filèmon de Colosses, un home de fe cristiana. Podria ser el mateix Onèsim citat per Ignasi d'Antioquia com a bisbe d'Efes.

## A les Escriptures
El nom «Onèsim» apareix en dues epístoles del Nou Testament. A Colossencs［Col 4:9］ una persona amb aquest nom és identificada com a cristià que acompanya Tíquic a visitar els cristians a Colosses; cap altra cosa s'indica d'ell en aquest context. Bé pot ser l'Onèsim alliberat de l'Epístola a Filèmon.
L'Epístola a Filèmon fou escrita per Pau l'apòstol a l'esclau-amo Filèmon, relativa a un esclau fugitiu anomenat Onèsim. Aquest esclau va trobar el seu camí cap al lloc d'empresonament de Pau (molt probablement Roma o Cesarea) per escapar del càstig per un robatori que es deia que havia comès. Després d'escoltar l'Evangeli de Pau, Onèsim es va convertir al cristianisme. Pau, havent anteriorment convertit Filèmon al cristianisme, tractava de conciliar els dos escrivint la carta a Filèmon que avui hi ha al Nou Testament. La carta diu:
| «                                                        | Et faig una súplica a favor d'Onèsim, el meu fill, que he engendrat en la fe estant a la presó. En altre temps ell et va ser inútil, però ara ens és ben útil a tu i a mi. Te'l torno a enviar, com si t'enviés el meu propi cor. M'hauria agradat de retenir-lo al meu costat, perquè em servís en lloc teu mentre sóc a la presó per causa de l'evangeli, però no he volgut fer res sense el teu consentiment: no desitjaria que fessis aquest favor per força, sinó de bon grat. Qui sap si Onèsim es va separar un moment de tu perquè ara el recobris per sempre! I no ja com un esclau, sinó molt més que això: com un germà estimat. Ho és moltíssim per a mi, però molt més ho ha de ser per a tu, tant humanament com en el Senyor. | » |
| — Pau de Tars a Filèmon , Epístola a Filèmon Flm 1:10-16 | |   |

## A la tradició
Tot i que es posa en dubte per autoritats en la matèria com ara Joseph Fitzmyer, pot ser el cas que aquest Onèsim sigui el mateix que fou consagrat com a bisbe pels Apòstols i que acceptà el tron episcopal a Efes després de sant Timoteu. Durant el regnat de l'emperador romà Domicià i la persecució de Trajà, Onèsim fou empresonat a Roma i pot haver estat martiritzat per lapidació (tot i que altre fonts asseguren que fou decapitat).

## A la litúrgia
Onèsim és considerat com un sant per moltes denominacions cristianes. L'Església Luterana-Sínode de Missouri, el commemora a ell i a Filèmon el 15 de febrer.
Les esglésies orientals recorden Onèsim el 15 de febrer i 22 de novembre.
La commemoració tradicional occidental d'Onèsim és el 16 de febrer. Però en l'edició de 2004 del Martirologi Romà, Onèsim apareix llistat el 15 de febrer, amb el nom en llatí Onésimi. Allà, se'l descriu com «[a] esclau fugitiu, a qui l'apòstol Pau va rebre en la fe de Crist mentre estava a la presó, pel que fa a ell com un fill de qui s'havia convertit en pare, com ell mateix va escriure a Filèmon, amo d'Onèsim». La data es va designar a la «commemoració del beat Onèsim», el que indica que no és considerada com la data de la seva mort, i suggereix que el seu rang a l'Església Catòlica pot ser beat en comptes de sant.